# Thomas Schnelle (Radsportler)
Thomas Schnelle (* 23. Juni 1960 in Luckenwalde) ist ein ehemaliger deutscher Radrennfahrer und nationaler Meister im Radsport.

## Sportliche Laufbahn
Schnelle war im Bahnradsport aktiv. Er begann mit zehn Jahren bei der TSV Luckenwalde mit dem Radsport. Einen Titel gewann er bei den Rennen der Kinder- und Jugendspartakiade 1975. 1977 wurde er DDR-Meister im Einzelzeitfahren der Jugendklasse A. Kurz darauf wurde er Sieger der UCI-Bahn-Weltmeisterschaften der Junioren in der Mannschaftsverfolgung mit Hans-Joachim Pohl, Mario Kummer und Ronny Gerlach. Ein Jahr später gewann die Mannschaft Bronze. In der Einerverfolgung konnte er bei den Weltmeisterschaften der Junioren 1977 die Silbermedaille hinter Hans-Joachim Pohl und 1978 die Bronzemedaille gewinnen. Schnelle, der seit 1974 Mitglied im ASK Vorwärts Frankfurt an der Oder war,  wurde 1982 DDR-Meister mit seinem Vereinskameraden Hans-Joachim Pohl im Zweier-Mannschaftsfahren. Im Punktefahren belegte er im Meisterschaftsrennen den dritten Platz. 1980 und 1982 war er Dritter in der Meisterschaft in der Mannschaftsverfolgung, 1981 und 1985 kam sein Team auf den zweiten Rang. In der Meisterschaft im Punktefahren wurde er 1982 Dritter hinter dem Sieger Detlef Macha. Von 1977 bis 1984 gehörte er zur Auswahlmannschaft des Radsportverbandes der DDR.

## Berufliches
1987 beendete er sein Sportstudium und wurde Trainer beim ASK Vorwärts Frankfurt an der Oder. Von 1991 bis 1996 war er als Trainer beim Bund Deutscher Radfahrer (BDR) angestellt.